# Dave Galvin
David Galvin (sinh ngày 5 tháng 10 năm 1946) là một cựu cầu thủ bóng đá người Anh. Các câu lạc bộ đã thi đấu bao gồm Wolverhampton Wanderers, Wimbledon và Gillingham, nơi ông có hơn 200 lần ra sân tại Football League.